# Pallacanestro Olimpia Milano 1970-1971
Questa voce raccoglie le informazioni riguardanti la Pallacanestro Olimpia Milano nelle competizioni ufficiali della stagione 1970-1971.

## Verdetti stagionali
Competizioni nazionali
- Serie A 1970-1971:

1ª classificata su 12 squadre a pari punti con Ignis Varese
Spareggio: sconfitta
- Coppa Italia 1971: 3°

Competizioni internazionali
- Coppa delle Coppe 1970-1971: Vincitrice (1º titolo)

## Stagione
L'Olimpia, sponsorizzata Simmenthal e guidata da Cesare Rubuni termina il Campionato a pari punti con la Ignis Varese, si rende così necessario uno spareggio che si tiene a Roma il 3 aprile 1971 e che vede i milanesi soccombere per 57 a 65.
La squadra milanese disputa la Coppa delle Coppe giungendo fino alla finale contro i russi dello Spartak Leningrado; all'andata in Unione Sovietica viene sconfitta il 30 marzo per 56 a 66 ma il 7 aprile 1971 a Milano riesce a ribaltare il risultato vincendo per 71 a 52 conquistando il trofeo.
In Coppa Italia arriva fino alla fase finale di Viareggio dove viene eliminata in semifinale da Napoli vincendo poi la partita per l'assegnazione del 3º posto l'11 aprile 1971 con la Forst Cantù.

## Roster
| Nominativo        | Nazionalità |
| ----------------- | ----------- |
| Massimo Masini    | Italia      |
| Renzo Bariviera   | Italia      |
| Paolo Bianchi     | Italia      |
| Giuseppe Brumatti | Italia      |
| Mauro Cerioni     | Italia      |
| Giorgio Giomo     | Italia      |
| Giulio Iellini    | Italia      |
| Art Kenney        | Stati Uniti |
| Roberto Paleari   | Italia      |
| Giorgio Papetti   | Italia      |

Allenatore: Cesare Rubini